# Загађење пластиком
Загађење пластиком је нагомилавање пластичних предмета и честица (нпр. пластичних боца, кеса и микроперли) у животној средини Земље које негативно утиче на људе, дивље животиње и њихово станиште. Пластика која делује као загађивач категорисана је по величини у микро-, мезо- или макро остатке. Пластика је јефтина и издржљива што је чини веома прилагодљивом за различите намене; као резултат тога произвођачи одлучују да користе пластику у односу на друге материјале. Међутим, хемијска структура већине пластике их чини отпорним на многе природне процесе деградације и као резултат тога се споро разграђују. Заједно, ова два фактора омогућавају да велике количине пластике уђу у околину као отпад којим се погрешно управља и да се задржи у екосистему.
Загађење пластиком може погодити земљиште, водене путеве и океане. Процењује се да 1,1 до 8,8 милиона тона пластичног отпада уђе у океан из приобалних заједница сваке године. Процењује се да постоји залиха од 86 милиона тона пластичног морског отпада у светском океану до краја 2013. године, уз претпоставку да је 1,4% глобалне пластике произведене од 1950. до 2013. ушло у океан и тамо се накупило. Неки истраживачи сугеришу да би до 2050. године у океанима могло бити више пластике него рибе по тежини. Живим организмима, посебно морским животињама, може се оштетити или механичким ефектима као што је заплитање у пластичне предмете, проблеми у вези са гутањем пластичног отпада или излагањем хемикалијама унутар пластике које ометају њихову физиологију . Деградирани пластични отпад може директно утицати на људе кроз директну потрошњу (тј. у води из чесме), индиректну потрошњу (једењем животиња) и поремећаје различитих хормоналних механизама.
Од 2019. године, 368 милиона тона пластике се производи сваке године; 51% у Азији, где је Кина највећи светски произвођач. Од 1950-их до 2018. године, процењено је да је широм света произведено 6,3 милијарде тона пластике, од чега је око 9% рециклирано, а још 12% спаљено . Ова велика количина пластичног отпада улази у животну средину и изазива проблеме у целом екосистему; на пример, студије сугеришу да тела 90% морских птица садрже пластичне остатке. У неким областима уложени су значајни напори да се смањи утицај пластичног загађења слободног домета, кроз смањење потрошње пластике, чишћење смећа и промовисање рециклирања пластике .
Од 2020. године, глобална маса произведене пластике премашује биомасу свих копнених и морских животиња заједно. Амандман на Базелску конвенцију из маја 2019. регулише извоз/увоз пластичног отпада, који је углавном намењен спречавању отпреме пластичног отпада из развијених земаља у земље у развоју . Скоро све земље су приступиле овом споразуму. Дана 2. марта 2022. у Најробију, 175 земаља се обавезало да ће створити правно обавезујући споразум до краја 2024. са циљем да се оконча загађење пластиком.
Количина произведеног пластичног отпада порасла је током KОВИД-19 због повећане потражње за заштитном опремом и материјалима за паковање. Веће количине пластике завршиле су у океану, посебно пластике из медицинског отпада и маски. Неколико новинских извештаја указује на то да пластична индустрија покушава да искористи здравствене проблеме и жељу за маскама и амбалажом за једнократну употребу како би повећала производњу пластике за једнократну употребу.

## Узроци
Постоје различите процене о томе колико је пластичног отпада произведено у 20. веку. Према једној процени, милијарду тона пластичног отпада одбачено је од 1950-их. Други процењују кумулативну људску производњу од 8,3 милијарде тона пластике, од чега је 6,3 милијарде тона отпад, а само 9% се рециклира.
Процењује се да се овај отпад састоји од 81% полимерне смоле, 13% полимерних влакана и 32% адитива. У 2018. години настало је више од 343 милиона тона пластичног отпада, од чега се 90% састоји од пластичног отпада након потрошње (индустријски, пољопривредни, комерцијални и комунални пластични отпад). Остатак је био отпад од пре-потрошачке производње смоле и производње пластичних производа (нпр. материјали одбачени због неодговарајуће боје, тврдоће или карактеристика обраде).
Велики део пластичног отпада након употребе састоји се од пластичне амбалаже. Процењује се да пластична амбалажа у Сједињеним Државама чини 5% чврстог отпада. Ово паковање укључује пластичне боце, лонце, каде и тацне, вреће за куповину од пластичних фолија, кесе за смеће, фолију са мехурићима и пластичну или растегљиву фолију и пластичне пене, нпр. експандирани полистирен (ЕПС). Пластични отпад настаје у секторима укључујући пољопривреду (нпр. цеви за наводњавање, покривачи за стакленике, ограде, пелети, малч; грађевинарство (нпр. цеви, боје, подови и кровови, изолациони материјали и заптивне масе); транспорт (нпр. истрошене гуме, површине пута и ознаке на путевима) електронска и електрична опрема (е-отпад) и фармацеутска и здравствена заштита. Укупне количине пластичног отпада које генеришу ови сектори су неизвесне.
Неколико студија је покушало да квантификује цурење пластике у животну средину како на националном тако и на глобалном нивоу, које наглашавају потешкоће у одређивању извора и количине свег цурења пластике. Једна глобална студија процењује да је између 60 и 99 милиона тона пластичног отпада који се погрешно управљају произведено у 2015. Боррелле ет ал. 2020 је проценило да је 19-23 милиона тона пластичног отпада ушло у водене екосистеме 2016. док су Пев Цхаритабле Трустс и СИСТЕМИК (2020) проценили да је 9-14 милиона тона пластичног отпада исте године завршило у океанима.
Упркос глобалним напорима да се смањи стварање пластичног отпада, предвиђа се да ће се губици у животној средини повећати. Моделирање показује да би, без већих интервенција, између 23 и 37 милиона тона пластичног отпада годишње могло ући у океане до 2040. године, а између 155 и 265 милиона тона годишње би могло бити испуштено у животну средину до 2060. године. Према уобичајеном сценарију, таква повећања би се вјероватно могла приписати континуираном расту производње пластичних производа, вођеном потражњом потрошача, праћеном недовољним побољшањима у управљању отпадом. Како пластични отпад који се испушта у животну средину већ има значајан утицај на екосистеме, повећање ове величине може имати драматичне последице.
Трговина пластичним отпадом идентификована је као "главни кривац" морског отпада.  Земље које увозе отпадну пластику често немају капацитет да прераде сав материјал. Као резултат тога, Уједињене нације су увеле забрану трговине отпадном пластиком осим ако не испуњава одређене критеријуме. 

## Врсте пластичних остатака
Постоје три главна облика пластике који доприносе загађењу пластиком: микро-, макро- и мега-пластика. Мега- и микро пластика се акумулирала у највећој густини на северној хемисфери, концентрисана око урбаних центара и водених фронтова. Пластика се може наћи код обала неких острва због струја које носе крхотине. И мега- и макропластика се налази у амбалажи, обући и другим предметима за домаћинство који су опрани са бродова или одбачени на депоније . Предмети у вези са риболовом чешће се могу наћи око удаљених острва. Они се такође могу назвати микро-, мезо- и макро остацима.
Пластични остаци се категоришу као примарни или секундарни. Примарна пластика је у свом оригиналном облику када се сакупи. Примери за то би били чепови за флаше, опушци цигарета и микроперле. Секундарна пластика, с друге стране, представља мање пластике које су резултат деградације примарне пластике.

### Микропластика
Микропластика је пластични комад између 2 мм и 5 мм у величини. Пластични остаци који настају као мезо- или макродебрис могу постати микродебрис кроз деградацију и сударе који их разлажу на мање комаде. Микродебрис се чешће назива нурдлес . Нурдлес се рециклирају да би се направили нови пластични предмети, али се лако испуштају у животну средину током производње због своје мале величине. Често завршавају у океанским водама кроз реке и потоке. Микроботи који потичу од производа за чишћење и козметике се такође називају перачи. Пошто су микродефићи и чистачи тако мале величине, организми који се хране филтерима често их конзумирају.
Смоле улазе у океан изливањем током транспорта или из копнених извора. Оцеан Цонсерванци је известио да Кина, Индонезија, Филипини, Тајланд и Вијетнам бацају више пластике у море него све друге земље заједно. Процењује се да је 10% пластике у океану нурдлес, што их чини једном од најчешћих врста пластичног загађења, заједно са пластичним кесама и контејнерима за храну. Ова микропластика се може акумулирати у океанима и омогућити акумулацију трајних биоакумулирајућих токсина као што су бисфенол А, полистирен, ДДТ и ПЦБ који су хидрофобни по природи и могу изазвати штетне последице по здравље.

#### Количине, локације, праћење и корелације микропластике
Истраживања Ричарда Томпсона из 2004. са Универзитета у Плимуту, Велика Британија, открила је велику количину микродепата на плажама и у водама Европе, Америке, Аустралије, Африке и Антарктика. Томпсон и његови сарадници открили су да се пластичне пелете из домаћих и индустријских извора разбијају на много мање пластичне комаде, од којих неки имају пречник мањи од људске косе. Ако се не прогута, овај микроотпад плута уместо да се апсорбује у морско окружење. Томпсон предвиђа да може бити 300.000 пластичних предмета по квадратном километру површине мора и 100.000 пластичних честица по квадратном километру морског дна . Интернатионал Пеллет Ватцх прикупио је узорке полиетиленских пелета са 30 плажа у 17 земаља које су анализиране на органске микро-загађиваче. Утврђено је да су пелете пронађене на плажама у САД, Вијетнаму и јужној Африци садржавале једињења пестицида што сугерише велику употребу пестицида у тим областима. Године 2020. научници су направили оно што би могла бити прва научна процена о томе колико микропластике тренутно борави на Земљином морском дну, након истраживања шест области од ~3 km дубине ~300 km од аустралијске обале. Открили су да је веома варијабилан број микропластике пропорционалан пластици на површини и углу нагиба морског дна. Усредњавањем масе микропластике по цм 3, проценили су да Земљино морско дно садржи око 14 милиона тона микропластике – отприлике дупло више од количине коју су проценили на основу података из ранијих студија – упркос томе што су обе процене назвали „конзервативним“ јер је познато да обална подручја садрже много више микропластике. Ове процене су око један до два пута више од количине пластичне мисли - према Јамбецку ет ал., 2015. - да тренутно годишње уђе у океане.

### Макропластика
Пластични остаци се категоришу као макродебици када су већи од 20 мм. То укључује предмете као што су пластичне кесе за намирнице. Макродебрис се често налази у водама океана и може имати озбиљан утицај на домаће организме. Рибарске мреже су биле главни загађивачи. Чак и након што су напуштени, они настављају да хватају морске организме и друге пластичне остатке. На крају, ове напуштене мреже постају претешке за уклањање из воде јер постају претешке, нарасле на тежину до 6 тона.

## Производња пластике
Процењује се да је између 1950. и 2017. године произведено 9,2 милијарде тона пластике. Више од половине ове пластике је произведено од 2004. године. Од све до сада одбачене пластике, 14% је спаљено, а мање од 10% рециклирано.

### Разлагање пластике
Сама пластика доприноси приближно 10% одбаченог отпада. Постоје многе врсте пластике у зависности од њихових прекурсора и методе њихове полимеризације . У зависности од свог хемијског састава, пластика и смоле имају различита својства у вези са апсорпцијом и адсорпцијом загађивача. Разградња полимера траје много дуже због сланих окружења и расхладног ефекта мора. Ови фактори доприносе постојању пластичних остатака у одређеним срединама. Недавне студије су показале да се пластика у океану разлаже брже него што се некада мислило, због излагања сунцу, киши и другим условима околине, што резултира ослобађањем токсичних хемикалија као што је бисфенол А. Међутим, због повећане запремине пластике у океану, распадање је успорено. Марине Цонсерванци је предвидео стопе распадања неколико пластичних производа. Процењује се да ће пенастој пластичној чаши требати 50 година, пластичном држачу за пиће 400 година, пеленама за једнократну употребу 450 година, а конопу за пецање 600 година да се разгради.

### Трајни органски загађивачи
Процењено је да је глобална производња пластике око 250 мт/год. Утврђено је да њихово обиље преноси упорне органске загађиваче, познате и као ПОПс. Ови загађивачи су повезани са повећаном дистрибуцијом алги повезаних са црвеним плимама .

### Комерцијални загађивачи
У 2019. години, група Бреак Фрее Фром Пластиц организовала је преко 70.000 волонтера у 51 земљи да сакупе и идентификују пластични отпад. Ови волонтери су прикупили преко "59.000 пластичних кеса, 53.000 кесица и 29.000 пластичних боца", како је објавио  The Гуардиан . Скоро половина артикала је била препознатљива по потрошачким брендовима. Најчешћи брендови били су Цоца-Цола, Нестле и Пепсицо . Према речима координаторке глобалне кампање за пројекат Еме Пристланд 2020., једини начин да се реши проблем је заустављање производње пластике за једнократну употребу и коришћење производа за вишекратну употребу. Кина је највећи потрошач пластике за једнократну употребу.
Цоца-Цола је одговорила да „више од 20% нашег портфеља долази у паковањима за допуњавање или фонтане“, смањују количину пластике у секундарној амбалажи.
Нестле је одговорио да се 87% њихове амбалаже и 66% њихове пластичне амбалаже може поново користити или рециклирати и да до 2025. желе да то буду 100%. До те године желе да смање потрошњу девичанске пластике за једну трећину.
Пепсицо је одговорио да желе да смање „девичанску пластику у нашем пословању са пићем за 35% до 2025. године“, као и да прошире праксу поновне употребе и допуњавања, што би требало да спречи 67 милијарди боца за једнократну употребу до 2025.

## Главни загађивачи пластиком
Сједињене Државе су светски лидер у генерисању пластичног отпада, производећи годишње 42 милиона метричких тона пластичног отпада. Ово је више пластичног отпада него у свим земљама Европске уније заједно.

### Лоше управљани загађивачи пластичног отпада
У 2018. око 513 милиона тона пластике заврше у океанима сваке године, од чега је 83,1% из следећих 20 земаља: Кина је загађивач пластичним отпадом који се највише лоше управља, остављајући у мору 27,7% укупног светског, друга Индонезија са 10,1%, трећи Филипини са 5,9%, четврти Вијетнам са 5,8%, пети Шри Ланка 5,0%, шести Тајланд са 3,2%, седми Египат са 3,0%, осма Малезија са 2,9%, девета Нигерија са 2,7%, десета Бангладеш са 2,5%, једанаеста Јужна Африка са 2,0%, дванаеста Индија са 1,9%, тринаести Алжир са 1,6%, четрнаеста Турска са 1,5%, петнаести Пакистан са 1,5%, шеснаести Бразил са 1,5%, седамнаести Мјанмар са 1,4%, седамнаести Мјанмар са 1,4%. са 1,0%, деветнаеста Северна Кореја са 1,0%, двадесета Сједињене Државе са 0,9%. Остале земље света заједно стварају 16,9% пластичног отпада који се лоше управља у океанима, према студији коју су објавили Сциенце, Јамбецк ет ал (2015).
У 2020., нова студија је ревидирала потенцијални допринос САД у лошем управљању пластиком из 2016. Процењује се да је 0,15-0,99 метричких тона годишње лоше управљано у земљама у које су САД извозиле пластику за рециклажу, а 0,14 и 0,41 метричка тона је илегално бачено у саме САД. Тако би количина пластике произведене у Сједињеним Државама за коју се процењује да ће ући у океанско окружење могла да се креће до 1,45 Мт, стављајући САД иза Индонезије и Индије по загађењу океана, или чак 0,51 Мт, стављајући САД иза Индонезије, Индије, Тајланда, Кина, Бразил, Филипини, Египат, Јапан, Русија и Вијетнам. Аутори су приметили да је Кина од 2016. године престала да увози пластику за рециклажу, а од 2019. међународни уговори ограничавају извоз пластике за рециклажу.
Све земље Европске уније заједно би биле на осамнаестом месту на листи.
Студија из 2019. израчунала је лоше управљање пластичним отпадом, у милионима метричких тона (Мт) годишње:
- 52 Мт – Азија
- 17 Мт – Африка
- 7,9 Мт – Латинска Америка и Кариби
- 3.3 Мт – Европа
- 0,3 Мт – САД и Канада
- 0,1 Мт – Океанија (Аустралија, Нови Зеланд, итд. ) [59]

### Укупни загађивачи пластичног отпада
Сваке године у свету се генерише око 275 милиона тона пластичног отпада; између 4,8 милиона и 12,7 милиона тона се испусти у море. Око 60% пластичног отпада у океану долази из следећих 5 земаља. У табели испод је наведено 20 земаља које највише загађују пластични отпад у 2010. према студији коју су објавили Сциенце, Јамбецк ет ал (2015).
| Ранг | Земља                     | Количика пластике (у 1000 тона годишње) |
| ---- | ------------------------- | --------------------------------------- |
| 1    | Кина                      | 8820                                    |
| 2    | Индонезија                | 3220                                    |
| 3    | Филипини                  | 1880                                    |
| 4    | Вијетнам                  | 1830                                    |
| 5    | Шри Ланка                 | 1590                                    |
| 6    | Тајланд                   | 1030                                    |
| 7    | Египат                    | 970                                     |
| 8    | Малезија                  | 940                                     |
| 9    | Нигерија                  | 850                                     |
| 10   | Бангладеш                 | 790                                     |
| 11   | Јужна Африка              | 630                                     |
| 12   | Индија                    | 600                                     |
| 13   | Алжир                     | 520                                     |
| 14   | Турска                    | 490                                     |
| 15   | Пакистан                  | 480                                     |
| 16   | Бразил                    | 470                                     |
| 17   | Мјанмар                   | 460                                     |
| 18   | Мароко                    | 310                                     |
| 19   | Северна Кореја            | 300                                     |
| 20   | Сједињене Америчке Државе | 280                                     |

Све земље Европске уније заједно би биле на осамнаестом месту на листи.
У студији коју је објавила Енвиронментал Сциенце & Тецхнологи, Сцхмидт ет ал (2017) израчунали су да 10 река: две у Африци (Нил и Нигер) и осам у Азији (Ганг, Инд, Жута, Јангце, Хаи Хе, Бисер, Меконг и Амур) „превози 88–95% глобалног терета пластике у море“.
Карипска острва су највећи загађивачи пластиком по глави становника на свету. Тринидад и Тобаго производи 1,5 килограма отпада по глави становника дневно, највећи је загађивач пластиком по глави становника на свету. Најмање 0,19 кг по особи дневно пластичних остатака Тринидада и Тобага завршава у океану, или на пример Света Луција која генерише више од четири пута више пластичног отпада по глави становника него Кина и одговорна је за 1,2 пута више непрописно одложеног пластичног отпада по глави становника него Кина. Од тридесет највећих глобалних загађивача по глави становника, десет је из карипског региона. То су Тринидад и Тобаго, Антигва и Барбуда, Свети Китс и Невис, Гвајана, Барбадос, Света Луција, Бахами, Гренада, Ангвила и Аруба, према сету студија које је сажео Форбс (2019).